# Empis scotica
Empis scotica är en tvåvingeart som beskrevs av Curtis 1835. Empis scotica ingår i släktet Empis och familjen dansflugor. Inga underarter finns listade i Catalogue of Life.